# Сан Флоријано (Порденоне)
Сан Флоријано је насеље у Италији у округу Порденоне, региону Фурланија-Јулијска крајина.
Према процени из 2011. у насељу је живело 65 становника. Насеље се налази на надморској висини од 647 м.